# Giro de Lombardia de 2010
O Giro de Lombardia de 2010, a 104º edição de esta clássica ciclista, disputou-se no sábado 16 de outubro de 2010, com um percurso de 260 km entre Milão e Como. Uns 20 km mais com respeito a anteriores edições já que neste ano incluiu-se o alto de Sormano justo após o porto de Madonna del Ghisallo.
Pertenceu às competições históricas do UCI World Calendar de 2010 sendo a última prova de dito calendário.
Participaram 25 equipas: 17 de categoria UCI Pro Tour (todos excepto a Footon-Servetto); e 8 de categoria Profissional Continental mediante convite da organização (Acqua & Sapone-D'Angelo & Antenucci, Androni Giocattoli-Serramenti PVC Diquigiovanni, BMC Racing Team, Cervélo Test Team, Carmiooro-NGC, Cofidis, le Credit en Ligne Colnago-CSF Inox e ISD-Neri). Formando assim um pelotão de 196 ciclistas ainda que finalmente foram 195 depois de uma baixa de última hora, com 8 corredores a cada equipa (excepto a Cofidis, le Credit en Ligne e Ag2r-La Mondiale que saíram com 7 e o FDJ que saiu com 6), dos que acabaram 34.
O ganhador foi, por segundo ano consecutivo, Philippe Gilbert que cruzou a meta em solitário por adiante de Michele Scarponi e Pablo Lastras respectivamente. Gilbert marchou-se do grupo da frente na descida do penúltimo porto, o alto de Sormano. No plano juntou-se-lhe Scarponi, que foi o único que conseguiu manter a uma distância de poucos segundos de distância com respeito a Philippe em dita descida, e juntos aumentaram a 1 minuto a sua diferença com respeito ao grupo perseguidor. Já no último alto, o alto San Fermo, Philippe se marchou com facilidade de Michele a 5 km da meta. Por detrás Lastras conseguiu distanciar do grupo perseguidor no último porto acabando terceiro.

## Classificação final
| Posição | Ciclista           | Equipa                                          | Tempo      |
| ------- | ------------------ | ----------------------------------------------- | ---------- |
| 1.      | Philippe Gilbert   | Omega Pharma-Lotto                              | 6h 42' 32" |
| 2.      | Michele Scarponi   | Androni Giocattoli-Serramenti PVC Diquigiovanni | + 12"      |
| 3.      | Pablo Lastras      | Caisse d'Epargne                                | + 55"      |
| 4.      | Jakob Fuglsang     | Saxo Bank                                       | + 1' 08"   |
| 5.      | Vincenzo Nibali    | Liquigas-Doimo                                  | m.t.       |
| 6.      | Samuel Sánchez     | Euskaltel-Euskadi                               | + 1' 12"   |
| 7.      | Mikel Nieve        | Euskaltel-Euskadi                               | + 2' 07"   |
| 8.      | Mauro Santambrogio | BMC Racing                                      | + 3' 01"   |
| 9.      | Carlos Barredo     | Quick Step                                      | + 3' 25"   |
| 10.     | Giampaolo Caruso   | Katusha                                         | + 3' 50"   |